# 이계인
이계인(李桂仁, 1952년 5월 16일 ~ )은 대한민국의 배우이다.

## 생애
강원도 양구에서 출생하여 지난날 한때 강원도 춘천에서 잠시 유아기를 보낸 적이 있으며 훗날 경기도 인천으로 이사하여 학창시절을 보낸다. 고등학교를 졸업한 1971년 연극배우로 첫 데뷔하였고 1972년 MBC 5기 공채 탤런트로 정식 데뷔 이후 텔레비전 사극에서 출연하며 특유의 허스키한 목소리로 인기를 모으고 있다.《수사반장》에서 극악무도한 범인 역을 맡았고, 전원일기에서 노마 아빠 이귀동 역할로 이름을 알렸으며, 2000년 KBS에서 방송된 《태조 왕건》에서 후백제의 장군 애술 역과 2006년 MBC 드라마 《주몽》의 야철대장 모팔모 역으로 시청자들의 주목을 받아, 55세의 나이로 첫 팬미팅을 가졌다.
그리고 한때 《수사반장》에서 악역으로 비고정 출연한 적이 있으며 대부분의 드라마에서 열혈적인 성격을 가진 인물의 배역을 많이 담당했다.

## 학력
- 1965년 인천학익초등학교 졸업
- 1968년 동인천중학교 졸업
- 1971년 서라벌고등학교 졸업
- 1974년 인천대학교 기계학과 학사

## 출연 활동

### 드라마

#### MBC
- 1972년 수사드라마 《수사반장》
- 1972년 일일연속극 《아다다》
- 1973년 반공드라마 《113 수사본부》
- 1975년 청소년드라마 《제3교실》
- 1975년 일일연속사극 《집념》
- 1976년 일일연속사극 《사미인곡》
- 1976년 창사특집극 《쇠랑산 처녀》
- 1977년 일일연속사극 《정화》
- 1977년 일일연속극 《당신》 - 영수 역
- 1978년 어린이연속극 《X 수색대》
- 1978년 일일연속극 《미소》 - 현석만 역
- 1978년 8.15특집극 《뜨거운 손》
- 1978년 일일연속사극 《연지》 - 양녕대군 역
- 1978년 어린이연속극 《우주탐험대》
- 1979년 주간단막극 《사랑의 계절》
- 1979년 주말연속극 《엄마, 아빠 좋아》
- 1979년 6.25특집극 《최후의 증인》
- 1979년 어린이연속극 《오똑이분대》 - 김창수 역
- 1980년 신년특집극 《밭》
- 1980년 주말연속극 《딸》
- 1980년 농촌드라마 《전원일기》 - 귀동(노마 아빠) 역
- 1981년 주간드라마 《암행어사》
- 1981년 일일연속극 《나리집》
- 1981년 어린이드라마 《호랑이선생님》
- 1981년 정치드라마 《제1공화국》 - 요시다 시게루·청년 이기붕 역
- 1981년 주간단막극 《민족풍속도》
- 1982년 수요드라마 《탄생》
- 1982년 여인열전 《황진이》
- 1983년 조선왕조 오백년 《뿌리깊은 나무》
- 1983년 반공드라마 《3840 유격대》
- 1984년 조선왕조 오백년 《설중매》
- 1984년 삼일절특집극 《조선총독부》
- 1985년 주말연속극 《아무렴 그렇지, 그렇고 말고》
- 1985년 조선왕조 오백년 《임진왜란》 - 요시라 역
- 1986년 조선왕조 오백년 《회천문》
- 1986년 8.15 문제작 시리즈 《일부변경선》
- 1986년 조선왕조 오백년 《남한산성》 - 임시백 역
- 1987년 주말연속극 《사랑과 야망》 - 오성균 역
- 1988년 월화 미니시리즈 《선생님 우리 선생님》
- 1988년 조선왕조 오백년 《한중록》 - 문성국 역
- 1989년 정치드라마 《제2공화국》 - 석창희 역
- 1990년 주간드라마 《김형사 강형사》
- 1990년 조선왕조 오백년 《대원군》 - 장순규 역
- 1990년 8.15특집극 《반민특위》
- 1991년 주말연속극 《산너머 저쪽》
- 1991년 월화 미니시리즈 《행복어사전》
- 1992년 주말연속극 《아들과 딸》
- 1993년 베스트극장 《어느 흐린 날의 사랑》
- 1994년 주말연속극 《서울의 달》
- 1994년 3.1특집극 《맞수》
- 1995년 월화 미니시리즈 《사랑을 기억하세요》
- 1995년 주말 특별기획 드라마 《전쟁과 사랑》
- 1996년 수목드라마 《사과꽃 향기》
- 1997년 일일연속극 《욕망》
- 1997년 월화 미니시리즈 《의가형제》 - 강릉병원 마취과 과장 양재만 역
- 1997년 수목 미니시리즈 《영웅신화》
- 1998년 특집드라마 《그날 이후》
- 1998년 월화 미니시리즈 《애드버킷》
- 1999년 주말연속극 《남의 속도 모르고》 - 배진섭 역
- 1999년 월화드라마 《허준》 - 돌쇠 역
- 2000년 수목 미니시리즈 《나쁜 친구들》
- 2000년 수목 미니시리즈 《신 귀공자》
- 2001년 창사특집극 《길모퉁이》
- 2001년 수목 미니시리즈 《호텔리어》 - 유 팀장 역
- 2001년 월화드라마 《상도》- 배순탁 역
- 2002년 수목 미니시리즈 《리멤버》
- 2002년 월화드라마 《어사 박문수》
- 2003년 수목드라마 《앞집 여자》
- 2004년 월화드라마 《영웅시대》 - 천태술 역
- 2005년 월화드라마 《달콤한 스파이》
- 2006년 월화드라마 《주몽》 - 대장장이 모팔모 역
- 2007년 일일연속극 《나쁜여자 착한여자》
- 2008년 설날특집극 《쑥부쟁이》
- 2009년 수목 미니시리즈 《돌아온 일지매》
- 2009년 주말 특별기획 드라마 《2009 외인구단》
- 2010년 월화드라마 《동이》 - 오태풍 역
- 2013년 일일연속사극 《구암 허준》 - 돌쇠 역
- 2013년 일일연속극 《빛나는 로맨스》 - 오민철 역[3]
- 2015년 주말연속극 《여자를 울려》 - 정수 부 역 (특별출연)
- 2024년 금토드라마 《수사반장 1958》 - 특별출연

#### 타 방송사
- 1989년 KBS2 드라마게임 《한여름밤의 꿈》
- 1992년 KBS2 수목드라마 《남편의 여자》 - 혜주의 형부 역
- 1993년 KBS2 미스터리 멜로 《금요일의 여인》
- 1993년 KBS1 특집드라마 《떠도는 혼》
- 1995년 SBS 정치드라마 《코리아게이트》 - 국군보안사령부 인사처장 허삼수 대령 역
- 1996년 KBS2 납량드라마 《전설의 고향》
- 1998년 SBS 정치드라마 《삼김시대》 - 최형우 역
- 1998년 KBS2 주말연속극 《야망의 전설》 - 용재 역
- 1998년 SBS 드라마 스페셜 《홍길동》
- 2000년 KBS2 어린이드라마 《요정 컴미》 - 대대장버그 역
- 2000년 KBS1 대하드라마 《태조 왕건》 - 애술 역
- 2001년 SBS 주말극장 《아버지와 아들》
- 2003년 SBS 드라마 스페셜 《올인》 - 가리봉동 바위(야바위) 역
- 2003년 KBS1 대하드라마 《무인시대》
- 2003년 KBS2 드라마시티 《미친 남자 강성만》
- 2004년 KBS2 수목 드라마 《해신》 - 행수 역(4회 특별출연)
- 2006년 SBS 주말극장 《연개소문》 - 계필하력 역
- 2007년 OCN 드라마 《메디컬 기방 영화관》
- 2008년 SBS 주말극장 《행복합니다》
- 2011년 SBS 월화드라마 《무사 백동수》 - 여초상 역
- 2018년 SBS 드라마 스페셜 《리턴》[4]

### 영화
- 1978년 《개선문》, 《내가 버린 여자》, 《나비 소녀》
- 1979년 《제3한강교》, 《가시를 삼킨 장미》
- 1981년 《이런 여자 없나요》
- 1983년 《금지된 사랑》
- 1984년 《울지 않는 호랑이》
- 1985년 《먹다버린 능금》
- 1985년 《아가씨와 사관》
- 1986년 《여곡성》
- 1986년 《오사까대부》
- 1987년 《삿뽀로 밤사냥》
- 1987년 《서울의 탱고》
- 1988년 《사랑의 낙서》
- 1988년 《지금은 양지》
- 1994년 《키스도 못하는 남자》
- 2007년 《스카우트》
- 2008년 《흑심모녀》
- 2009년 《리틀 비버》
- 2015년 《미안해 사랑해 고마워》
- 2017년 《지렁이》

## 연기 외 활동

### CF
- 1978년 롯데 우등생
- 2006년 롯데제과 찰떡 와플
- 2015년 동국제약 인사돌플러스

### 교양
- 1999년 《TV는 사랑을 싣고》
- 2020년 《행복한 아침》
- 2023년 《일꾼의 탄생》

### 예능
- 2004년 《쇼 행운열차》, 《코미디 파일》
- 2006년 《웃음충전소》, 《일요일 일요일 밤에》
- 2007년 《7옥타브》, 《작렬 정신통일》, 뮤직비디오 《쿨라피카 - 하이야》
- 2009년 《셔틀탈출기 내가 용자라니》
- 2012년 《무작정 패밀리 시즌 2》
- 2014년 《황금어장 라디오스타》
- 2015년 《전국제패》
- 2016년 《마이 리틀 텔레비전》
- 2017년 《일밤-은밀하게 위대하게》
- 2018년 《냉장고를 부탁해》
- 2018년 《식량일기 닭볶음탕 편》
- 2018년 《황금어장 라디오스타》 - 567회
- 2019년 《기부 앤 테이크 사세요》
- 2019년 《꿀잼 퀴즈방》
- 2020년 《비디오스타》
- 2022년 《회장님네 사람들》

## 수상
- 1977 MBC 연기대상 탤런트부문 우수상
- 1986 MBC 연기대상 남자연기상
- 2006 MBC 연기대상 중견배우상부문 특별상